# 12a etapa del Tour de França de 2010
La 12a etapa del Tour de França de 2010 es disputà el divendres 16 de juliol de 2010 sobre un recorregut de 210,5 km entre Bourg-de-Péage i Mende. La victòria fou pel català Joaquim Rodríguez (Team Katusha), que s'imposà a l'esprint al seu company d'escapda, Alberto Contador. Andy Schleck continuà de líder.

## Perfil de l'etapa
Etapa de mitja muntanya pel Massís Central, amb cinc ports puntuables, tres de tercera categoria i dos de segona, el darrer dels quals es troba a sols dos quilòmetres per l'arribada, a Mende.

## Desenvolupament de l'etapa
Els primers quilòmetres van viure una lluita constant amb nombrosos intents d'escapada que el gran grup no va deixar fructificar. Els primers a intentar-ho, sense èxit, foren Fabian Wegmann (Team Milram) i Lars Boom (Rabobank ProTeam). Més tard foren Rui Costa (Caisse d'Epargne), Pierrick Fédrigo (Bbox Bouygues Telecom) i Ryder Hesjedal (Garmin-Transitions) els que ho intentaren, però no seria fins a l'ascens al port de Nonières (3a categoria, km.59) quan es formà una nombrosa escapada de 18 corredors que quasi tindria èxit. Els escapats foren Vinokúrov (Astana Qazaqstan Team), Kloden (Team Radioshack), Hesjedal (Garmin-Transitions), Casar (FDJ), Hushovd (Cervélo TestTeam), Aerts (Omega Pharma-Lotto), Siutsou (Team HTC-Columbia), Santambrogio (BMC Racing Team), Barredo (Quick Step), Charteau (BBox Bouygues Telecom), Kirienka i Perget (Caisse d'Epargne), Kern, Moinard i Pauriol (Cofidis), Verdugo (Euskaltel–Euskadi), Bole (Lampre-Farnese Vini) i Valls Ferri (Footon-Servetto). Junts passaren pels esprints intermedis, que serviren a Hushovd per recuperar el mallot verd.
Les diferències amb el grup dels favorits mai foren molt grans i amb prou feines superaren els dos minuts al km 97 d'etapa. A 50 km per a l'arribada el grup d'escapats es trencà en atacar Klöden i ser seguit per Vinokúrov, Hesjedal i Kirienka. Plegats marxaren cap a meta, sent perseguits pels seus antics companys d'escapada, que no es rendien, i un gran grup cada cop més proper.
En l'ascens a la Cota de la Croix Neuve Hesjedal perdé el contacte ràpidament i tot seguit Vinokúrov es quedà sol al capdavant. El gran grup era sols a 45". John Gadret va ser el primer a atacar per darrere i provocà una gran selecció. Joaquim Rodríguez atacà a 2 km, sent seguit per Alberto Contador. Ambdós superaren Vinokúrov en el darrer tram de pujada i es disputaren la victòria a l'esprint, sent aquesta pel català Rodríguez. Andy Schleck no pogué seguir el ritme i perdé 10" a la meta.

## Esprints intermedis
| 1r | Grega Bole (SLO)          | 6 pts |
| 2n | Thor Hushovd (NOR)        | 4 pts |
| 3r | Kanstantsín Siutsou (BLR) | 2 pts |

| 1r | Thor Hushovd (NOR)     | 6 pts |
| 2n | Grega Bole (SLO)       | 4 pts |
| 3r | Anthony Charteau (FRA) | 2 pts |

## Ports de muntanya
| 1r | Pierrick Fédrigo (FRA) | 4 pts |
| 2n | Ryder Hesjedal (CAN)   | 3 pts |
| 3r | Rui Costa (POR)        | 2 pts |
| 4t | Rein Taaramäe (EST)    | 1 pts |

| 1r | Anthony Charteau (FRA) | 4 pts |
| 2n | Christophe Kern (FRA)  | 3 pts |
| 3r | Vassil Kirienka (BLR)  | 2 pts |
| 4t | Gorka Verdugo (ESP)    | 1 pts |

| 1r | Sandy Casar (FRA)        | 10 pts |
| 2n | Anthony Charteau (FRA)   | 9 pts  |
| 3r | Carlos Barredo (ESP)     | 8 pts  |
| 4t | Mario Aerts (BEL)        | 7 pts  |
| 5è | Mathieu Perget (FRA)     | 6 pts  |
| 6è | Rafael Valls Ferri (ESP) | 5 pts  |

| 1r | Anthony Charteau (FRA)    | 4 pts |
| 2n | Sandy Casar (FRA)         | 3 pts |
| 3r | Carlos Barredo (ESP)      | 2 pts |
| 4t | Aleksandr Vinokúrov (KAZ) | 1 pts |

- 5. Cota de la Croix Neuve. 1047m. 2a categoria (km 208,5) (3,1 km al 10,1%)

| 1r | Alberto Contador (ESP)      | 20 pts |
| 2n | Joaquim Rodríguez (ESP)     | 18 pts |
| 3r | Aleksandr Vinokúrov (KAZ)   | 16 pts |
| 4t | Andy Schleck (LUX)          | 14 pts |
| 5è | Jurgen van den Broeck (BEL) | 12 pts |
| 6è | Samuel Sánchez (ESP)        | 10 pts |

## Classificació de l'etapa
|    | Ciclista                    | Equip                 | Temps      |
| -- | --------------------------- | --------------------- | ---------- |
| 1  | Joaquim Rodríguez (ESP)     | Team Katusha          | 4h 58' 26" |
| 2  | Alberto Contador (ESP)      | Astana Qazaqstan Team | m. t.      |
| 3  | Aleksandr Vinokúrov (KAZ)   | Astana Qazaqstan Team | + 4"       |
| 4  | Jurgen van den Broeck (BEL) | Omega Pharma-Lotto    | + 10"      |
| 5  | Andy Schleck (LUX)          | Team Saxo Bank        | + 10"      |
| 6  | Samuel Sánchez (ESP)        | Euskaltel-Euskadi     | + 10"      |
| 7  | Andreas Klöden (DEU)        | Team RadioShack       | + 10"      |
| 8  | Denís Ménxov (RUS)          | Rabobank ProTeam      | + 10"      |
| 9  | Robert Gesink (NED)         | Rabobank ProTeam      | + 15"      |
| 10 | Roman Kreuziger (CZE)       | Liquigas-Doimo        | + 15"      |

## Classificació general
|    | Ciclista                    | Equip                 | Temps       |
| -- | --------------------------- | --------------------- | ----------- |
| 1  | Andy Schleck (LUX)          | Team Saxo Bank        | 58h 42' 01" |
| 2  | Alberto Contador (ESP)      | Astana Qazaqstan Team | + 31"       |
| 3  | Samuel Sánchez (ESP)        | Euskaltel-Euskadi     | + 2' 45"    |
| 4  | Denís Ménxov (RUS)          | Rabobank ProTeam      | + 2' 58"    |
| 5  | Jurgen van den Broeck (BEL) | Omega Pharma-Lotto    | + 3' 31"    |
| 6  | Levi Leipheimer (USA)       | Team RadioShack       | + 4' 06"    |
| 7  | Robert Gesink (NED)         | Rabobank ProTeam      | + 4' 27"    |
| 8  | Joaquim Rodríguez (ESP)     | Team Katusha          | + 4' 58"    |
| 9  | Luis León Sánchez (ESP)     | Caisse d'Epargne      | + 5' 02"    |
| 10 | Roman Kreuziger (CZE)       | Liquigas-Doimo        | + 5' 16"    |

## Classificacions annexes
|    | Ciclista                  | Equip               | Total   |
| -- | ------------------------- | ------------------- | ------- |
| 1r | Thor Hushovd (NOR)        | Cervélo TestTeam    | 167 pts |
| 2n | Alessandro Petacchi (ITA) | Lampre-Farnese Vini | 161 pts |
| 3r | Robbie McEwen (AUS)       | Team Katusha        | 138 pts |

|    | Ciclista               | Equip                 | Total   |
| -- | ---------------------- | --------------------- | ------- |
| 1r | Anthony Charteau (FRA) | Bbox Bouygues Telecom | 107 pts |
| 2n | Jérôme Pineau (FRA)    | Quick Step            | 92 pts  |
| 3r | Andy Schleck (LUX)     | Team Saxo Bank        | 64 pts  |

|    | Ciclista              | Equip            | Temps       | Temps |
| -- | --------------------- | ---------------- | ----------- | ----- |
| 1r | Andy Schleck (LUX)    | Team Saxo Bank   | 58h 42' 01" |       |
| 2n | Roman Kreuziger (CZE) | Liquigas-Doimo   | + 4' 27"    |       |
| 3r | Robert Gesink (NED)   | Rabobank ProTeam | + 5' 16"    |       |

|    | Equip                  | Temps         | Temps |
| -- | ---------------------- | ------------- | ----- |
| 1r | Team RadioShack (USA)  | 176h 11' 16 " |       |
| 2n | Caisse d'Epargne (ESP) | + 21"         |       |
| 3r | Team Astana (KAZ)      | + 15' 43"     |       |

## Abandonaments
- Samuel Dumoulin (Cofidis). No surt.
- Tyler Farrar (Garmin-Transitions). Abandona.